# Quartieri di Edmonton

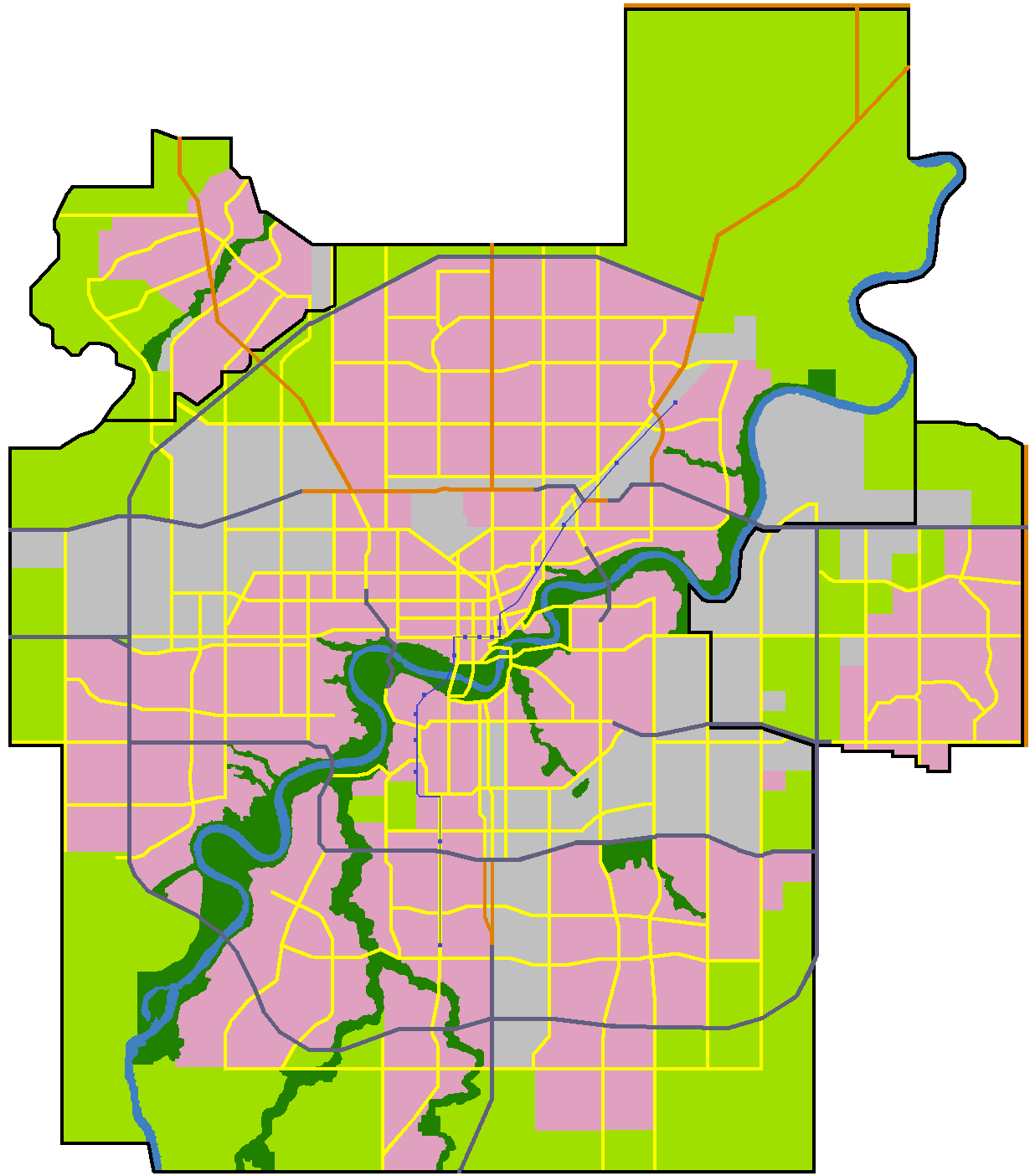
Carta di Edmonton

La città di Edmonton, capitale dello stato dell'Alberta (Canada) è divisa in 7 settori geografici e 375 quartieri, senza includere quelli proposti o pianificati che sono ancora da edificare.

## Settori geografici

### Settore Mature Area
- Central core
- Downtown
- Ex municipalità:
  - Beverly
  - Jasper Place
  - North Edmonton
  - Strathcona
  - West Edmonton

Altre aree:
- Abbottsfield
- Alberta Avenue
- Argyll
- Aspen Gardens
- Athlone
- Avonmore
- Balwin (una porzione era all'interno del paese originale di North Edmonton)
- Bellevue
- Belvedere (una porzione era all'interno del paese originale di North Edmonton)
- Bonnie Doon
- Calder(una porzione era all'interno del paese originale di North Edmonton)
- Calgary Trail North
- Calgary Trail South
- Capilano
- Crestwood
- Cromdale
- Delton
- Delwood
- Dovercourt
- Duggan
- Eastwood
- Edmonton Northlands
- Elmwood Park
- Empire Park

- Forest Heights
- Fulton Place
- Glengarry
- Glenora
- Gold Bar
- Grandview Heights
- Greenfield
- Grovenor
- Highlands
- Holyrood
- Idylwylde
- Inglewood
- Kenilworth
- Kensington
- Killarney
- King Edward Park
- Lansdowne
- Lauderdale
- Laurier Heights
- Lendrum Place
- Malmo Plains
- McQueen
- Montrose
- Newton

- North Glenora
- Ottewell
- Parkdale
- Parkview
- Pleasantview
- Prince Charles
- Prince Rupert
- Quesnell Heights
- Rideau Park
- Rosslyn
- Royal Gardens
- Rundle Heights
- Sherbrooke
- Spruce Avenue
- Strathcona
- Strathearn
- Terrace Heights
- University of Alberta Farm
- Virginia Park
- Wellington
- Westbrook Estates
- Westmount
- Westwood
- Woodcroft

### Settore Nord
- Castle Downs
- Lake District
- The Palisades
- Altre aree:  Goodridge Corners e Griesbach

### Settore Nord-Est
- Casselman-Steele Heights
- Clareview
- Hermitage
- Horse Hill
- Pilot Sound

### Settore Nord-Ovest
- Big Lake
- Westview Village

### Settore Sud-Est
- Decoteau
- Ellerslie
- The Meadows
- Mill Woods
- Southeast Edmonton

#### Mill Woods
L'area confina a ovest con la 91ª strada, a nord con Whitemud Drive, a est con la 34ª strada e a sud con Anthony Henday Drive.
All'interno di MIll Woods vi sono 24 quartieri, racchiusi in 9 comunità.
- Burnewood
- Knottwood
- Lakewood
- Mill Woods Town Centre
- Millbourne
- Millhurst
- Ridgewood
- Southwood
- Woodvale

### Settore Sud-Ovest
- Heritage Valley
  - Kaskitayo
- Riverbend
- Terwillegar Heights
- Windermere

### Settore Ovest
- The Grange
- Lewis Farms
- Riverview
- West Jasper Place

### Distretti industriali
- Edmonton Energy and Technology Park (Parco Tecnologia ed Energia di Edmonton)
- Distretto industriale nord-est
- Distretto industriale nord-ovest
- Distretto industriale sud-est